# RSM International
Pour les articles homonymes, voir RSM.
RSM International, connu sous le nom de RSM à partir de 2015, est un réseau multinational de cabinets comptables.
À 2019, il constitue le 7e plus grand réseau de services professionnels comptables au monde quant au chiffre d'affaires.
Les cabinets membres de RSM sont des cabinets comptables et de conseil indépendants, qui exercent chacun à leur compte et sont unifiés au sein du réseau.